# Puebla de Azaba
Puebla de Azaba es un municipio y localidad española de la provincia de Salamanca, en la comunidad autónoma de Castilla y León. Se integra dentro de la comarca de Ciudad Rodrigo y la subcomarca del Campo de Argañán. Pertenece al partido judicial de Ciudad Rodrigo.
Su término municipal está formado por las localidades de Castillejo de Azaba y Puebla de Azaba, ocupa una superficie total de 25,98 km² y según los datos demográficos recogidos en el padrón municipal elaborado por el INE en el año 2017, cuenta con una población de 179 habitantes.

## Historia

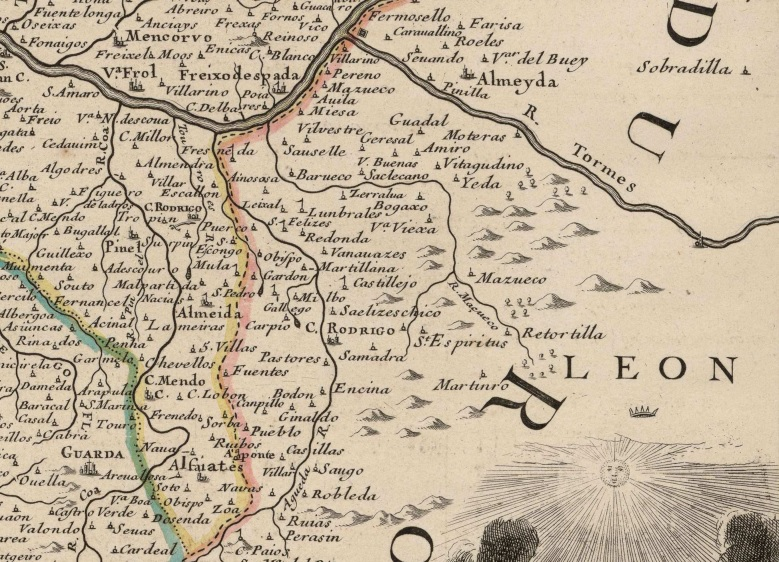
Detalle del oeste salmantino en un mapa del, en el que se puede observar Puebla de Azaba (escrito como Pueblo).

La fundación de Puebla de Azaba se remonta a la repoblación efectuada por los reyes de León en la Edad Media, quedando integrado en la jurisdicción de Ciudad Rodrigo, denominado entonces simplemente como «Puebla». Con la creación de las actuales provincias en 1833, Puebla de Azaba quedó encuadrado en la provincia de Salamanca, dentro de la Región Leonesa.

## Geografía humana

### Demografía
Cuenta con una población de 142 habitantes (INE 2024).
| Gráfica de evolución demográfica de Puebla de Azaba entre 1842 y 2021 |
| |
| Población de derecho según los censos de población del INE Población de hecho según los censos de población del INEEntre el censo de 1981 y el anterior, crece el término del municipio porque incorpora a 37094 (Castillejo de Azaba) |

Según el Instituto Nacional de Estadística, Puebla de Azaba tenía, a 31 de diciembre de 2018, una población total de 177 habitantes, de los cuales 94 eran hombres y 83 mujeres. Respecto al año 2000, el censo refleja 286 habitantes, de los cuales 149 eran hombres y 137 mujeres. Por lo tanto, la pérdida de población en el municipio para el periodo 2000-2018 ha sido de 109 habitantes, un 38% de descenso.
El municipio se divide en dos núcleos de población. De los 177 habitantes que poseía el municipio en 2018, Puebla de Azaba contaba con 145, de los cuales 80 eran hombres y 65 mujeres, y Castillejo de Azaba con 32, de los cuales 14 eran hombres y 18 mujeres.

## Administración y política

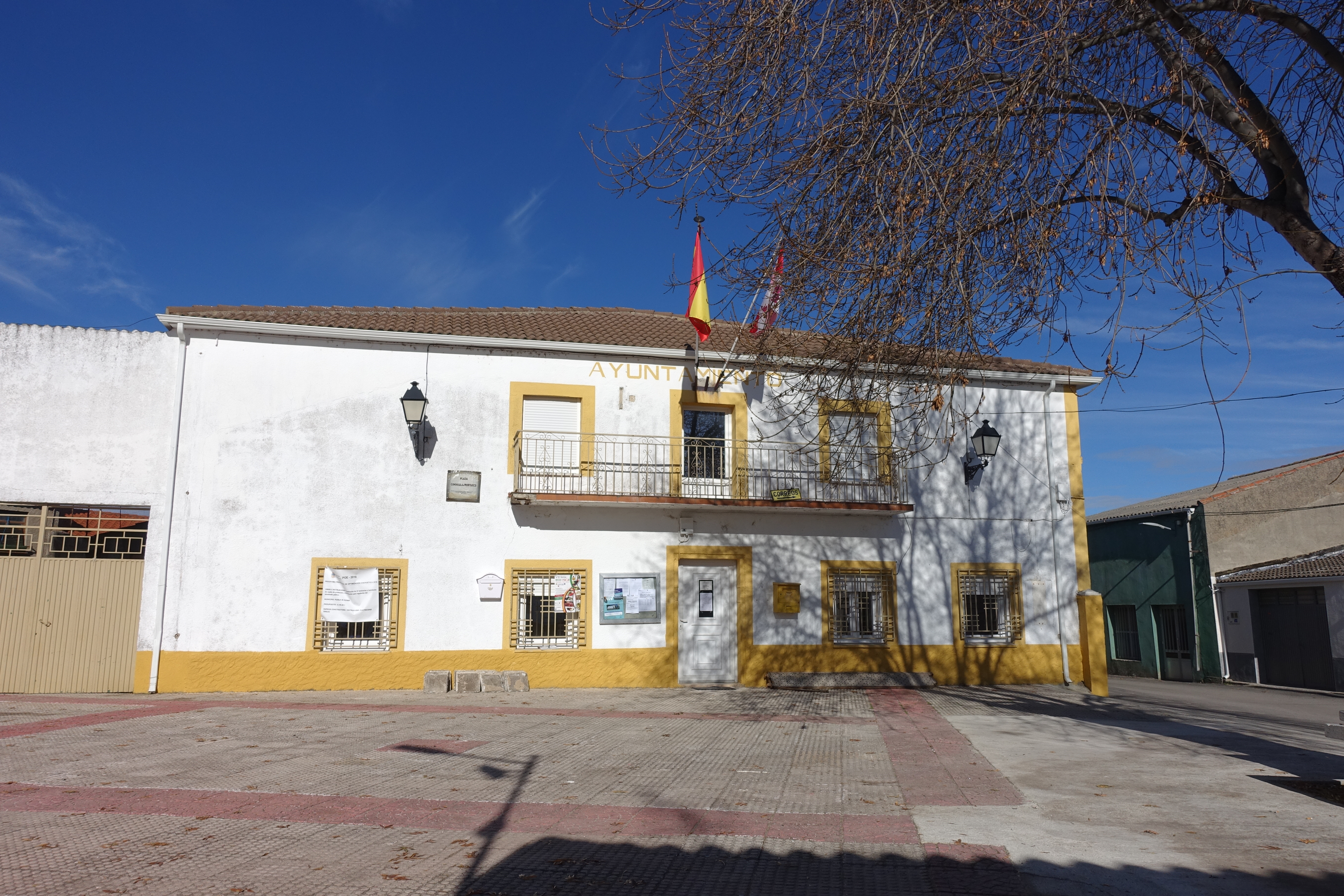
Casa consistorial

| Partido político                         | 2019  | 2019  | 2019       | 2015  | 2015  | 2015       | 2011  | 2011  | 2011       | 2007  | 2007  | 2007       | 2003  | 2003  | 2003       |
| Partido político                         | %     | Votos | Concejales | %     | Votos | Concejales | %     | Votos | Concejales | %     | Votos | Concejales | %     | Votos | Concejales |
| Partido Popular (PP)                     | 65,18 | 73    | 4          | 69,54 | 105   | 4          | 65,38 | 119   | 4          | 26,46 | 50    | 0          | 55,61 | 114   | 4          |
| Ciudadanos (Cs)                          | 33,04 | 37    | 1          | 22,52 | 34    | 1          | —     | —     | —          | —     | —     | —          | —     | —     | —          |
| Partido Socialista Obrero Español (PSOE) | 20,54 | 23    | 0          | 9,27  | 14    | 0          | 33,52 | 61    | 1          | 35,98 | 68    | 3          | 43,90 | 90    | 3          |
| Unión del Pueblo Salmantino (UPSa)       | —     | —     | —          | —     | —     | —          | —     | —     | —          | 35,45 | 67    | 2          | —     | —     | —          |